# NGC 3624
NGC 3624 este o galaxie spirală situată în constelația Leul. A fost descoperită în 27 decembrie 1827 de către John Herschel.